# Cine Gibi 2
Cine Gibi 2 é um filme brasileiro de 2005 dirigido por José Márcio Nicolosi e produzido pela Mauricio de Sousa Produções. Baseado nos quadrinhos de Turma da Mônica, de autoria de Mauricio de Sousa, que supervisionou o filme, é uma continuação de Cine Gibi e o segundo filme da franquia de mesmo nome. Assim como este, o enredo gira em torno de uma invenção do personagem Franjinha que converte histórias em quadrinhos em filmes. No total, sete dessas histórias são apresentadas. Disponibilizado pela Paramount Pictures diretamente em DVD e VHS, foi lançado em 7 de setembro de 2005. Cine Gibi 2 teve recepção mediana da crítica, assim como o primeiro. Uma sequência, Cine Gibi 3, foi lançada em 2008.

## Sinopse
Assim como no primeiro filme, o enredo gira em torno de uma nova invenção de Franjinha, um liquidificador gigante que projeta revistas em quadrinhos na forma de filmes. Além dos personagens principais de Turma da Mônica, Mônica, Magali, Cebolinha e Cascão, está presente também Chico Bento, que não aparecera no primeiro filme. As histórias contidas, adaptadas de gibis, são "Os Tênis da Mônica", "O Baile Frank", "Poeirinha Mágica", "Chapeuzinho Vermelho 2", "O Sumiço de Todas as Mães", "Boas Maneiras" e "Hora da Onça Beber Água".

## Elenco principal
Apresenta-se a seguir o elenco principal de Cine Gibi 2.
- Marli Bortoletto — Mônica
- Angélica Santos — Cebolinha
- Paulo Cavalcante — Cascão
- Elza Gonçalves — Magali
- Sibele Toledo — Franjinha
- Dirceu de Oliveira — Chico Bento

## Produção e lançamento
Cine Gibi 2 foi dirigido por José Márcio Nicolosi e produzido por Gisele Mota Souto e Itsuo Nakashima. Executivamente, foi dirigido por Alice Keico Takeda e produzido por Alice Cardozo de Almeida. O local de gravação e a empresa produtora foi a Mauricio de Sousa Produções, de Mauricio de Sousa, criador de Turma da Mônica e o supervisionador geral do filme. A música principal do filme, "Vamos Todos ao Cinema", foi escrita por Marcio Araujo. Cine Gibi 2 é uma continuação de Cine Gibi, sendo o segundo filme da série de mesmo nome.
Ao contrário do antecessor, Cine Gibi 2 não foi lançado nos cinemas. Com quarenta mil unidades em DVD colocadas à venda e promovido pela cadeia de lojas Blockbuster e a fabricante de massas Nissin, foi lançado no dia 7 de setembro, distribuído pela Paramount Pictures. Como brinde, foram inclusas cartelas de ímãs com vários personagens da Turma da Mônica. Como extras, o DVD conta com um jogo de perguntas com Cebolinha sobre os episódios, minibiografias dos personagens, língua de sinais e uma vinheta de Horácio 3D. As histórias do filme foram republicadas em Cine Gibi 2 - A Revista, lançada no mesmo mês pela Editora Globo. O lançamento foi elogiado por Marcus Ramone, do Universo HQ. O filme também foi lançado em VHS.
Foi exibido na estreia da TV Pública, no dia 2 de dezembro, escolhido para "ressaltar a importância da Turma da Mônica na diversão e educação de crianças e adultos no País". Cine Gibi 2 foi disponibilizado no YouTube pela canal oficial da Turma da Mônica em 11 de abril de 2013. Foi incluído no catálogo do Looke Kids em junho de 2016 e no catálogo da Netflix em 9 de maio de 2021. Está disponível também no iTunes.

## Recepção
| Críticas profissionais | Críticas profissionais |
| Avaliações da crítica  | Avaliações da crítica  |
| Fonte                  | Avaliação              |
| ---------------------- | ---------------------- |
| Folha de S.Paulo       | [ 4 ]                  |
| UOL Cinema             | [ 1 ]                  |

Assim como o primeiro filme, Cine Gibi 2 teve recepção mediana dos críticos. Lúcia Valentim Rodrigues, à Folha de S.Paulo, deu uma nota de uma estrela de três para o filme, comentando que não era tão bom quanto o primeiro: "nada rende de tributos ao cinema e, sem frescor, mais parece um rescaldo do que ficou de fora do primeiro longa". Adicionou também que "Lamentavelmente, as cenas mais engraçadas são com a galinha Giselda". Rubens Ewald Filho disse para o UOL Cinema que o filme mantém a qualidade técnica de animação do primeiro, "mais clean, mas também mais simplista", e deu uma nota de duas estrelas de cinco.
Em 5 de dezembro de 2008, foi lançada a sequência de Cine Gibi 2, Cine Gibi 3.